# 凯·肯德尔

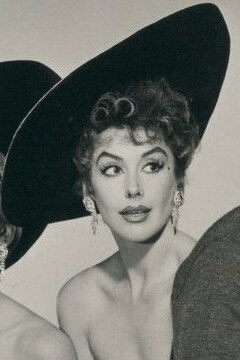

凯·肯德尔（英語：Kay Kendall，1927年5月21日—1959年9月6日），女，美国演员。曾获得金球奖最佳音乐及喜剧类电影女主角。